# Power of the Dragonflame
Power of the Dragonflame (pl. Moc Smoczego Płomienia) – czwarty album studyjny wydany przez Rhaspody w 23 kwietnia 2002 roku. Jest to ostatni album opowiadający historię Algalordu i Emerald Sword Saga (pl. Saga Szmaragdowego Miecza).

## Lista utworów
| 1.                | "In Tenebris" | 1:28  |
| 2.                | "Knightrider of Doom"                                                                                                   | 3:56  |
| 3.                | "Power of the Dragonflame"                                                                                              | 4:27  |
| 4.                | "March of the Swordmaster"                                                                                              | 5:03  |
| 5.                | "When Demons Awake" | 6:46  |
| 6.                | "Agony Is My Name" | 4:57  |
| 7.                | "Lamento Eroico" | 4:38  |
| 8.                | "Steelgods of the Last Apocalypse"                                                                                      | 5:48  |
| 9.                | "The Pride of the Tyrant"                                                                                               | 4:53  |
| 10.               | "Gargoyles, Angels of Darkness" I. Angeli di Pietra Mistica II. Warlords' Last Challenge III. ...And the Legend Ends... | 19:02 |
| Limitowana edycja | |       |
| 1.                | "Rise from the Sea of Flames" (bonus track)                                                                             | 3:57  |

## Muzycy
- Luca Turilli – gitara
- Alex Staropoli – klawisze
- Fabio Lione – wokal
- Patrice Guers – gitara basowa
- Dominique Leurquin – gitara

### Muzycy gościnni
- Chór: Herby Langhans, Miro, Robert Hunecke-Rizzo, Cinzia Rizzo, Oliver Hartmann
- Chór kościelny: Bridget Fogle, Previn Moore
- Kobiecy wokal: Bridget Fogle
- Muzyk barokowy: Manuel Staropoli
- Skrzypce: Dana Lurie
- Narrator: Jay Lansford
- Gitara basowa: Sascha Paeth
- Perkusja: Thunderforce

## Notowania
| Lista   | Kraj      | Pozycja |
| ------- | --------- | ------- |
| Top 60  | Szwecja   | 29      |
| Top 200 | Francja   | 34      |
| Top 20  | Włochy    | 15      |
| Top 50  | Finlandia | 31      |